# Fritz Konrad
Fritz Konrad (* 21. September 1914 in Gudellen; † 14. Oktober 1943 im Vernichtungslager Sobibór) war ein deutscher SS-Scharführer. Er wurde während des Aufstands von Sobibór von Häftlingen des Lagers getötet. Über sein früheres Leben ist nichts bekannt.

## SS-Laufbahn
Fritz Konrad war zunächst Pfleger im Irrenhaus von Neuruppin. Anschließend arbeitete er im Rahmen der „Aktion T4“ in der NS-Tötungsanstalt Sonnenstein und Tötungsanstalt Schloss Grafeneck in Grafeneck bei Münsingen als Transportbegleiter. Er kam im März 1943 ins Vernichtungslager Sobibór, wo er in der Sortierbaracke die Arbeit der Lagerhäftlinge beaufsichtigte und im Lager III seinen Dienst als Angehöriger der Lagermannschaft verrichtete.
Er sollte am 14. Oktober 1943 von den Häftlingen Cybulski und von Kapo Grisha getötet werden. Dies geschah laut Angabe des Lagerinsassen Zelda Metz in der Schuhmacherei.

## Gepäck- und Sortierbaracke
Die Gepäckbaracke und die kleineren Sortierbaracken im Vernichtungslager Sobibór lagen zwischen der Rampe an der die Transporte ankamen und dem Lager II. In der Gepäckbaracke standen Arbeitsjuden, die die Gepäckstücke abnahmen und so vortäuschten, dass das Gepäck in jüdische Hände ging und sie es später von ihnen wieder zurückbekamen. Das Gepäck wurde anschließend in die Sortierbaracke gebracht, in der Konrad und andere Aufsicht führten. Dort wurde es auf Wertsachen und verwertbare Gegenstände durchsucht.
Im Lager III, in dem Konrad Dienst verrichtete, herrschte eine derartige physische und psychische Zermürbung, dass es die Juden maximal einige Wochen aushielten, weswegen hin und wieder Männer aus Lager I ersatzweise ins Lager III geschickt wurden.